# Интегрална Югославия
Интегрална Югославия или Велика Югославия е политически проект за създаване на голяма южнослаянска федерация на Балканите под контрола на Белград, която да включва и България.

## Възникване на проекта
След края на Първата световна война и българската загуба на запад от България е създадено в пъти по-голямо от дотогавашното Кралство Сърбия, ново Кралство на сърби, хървати и словенци. Първата конституция на Кралството на сърби, хървати и словенци от 1921 г. го определя като монархия на един народ с три имена, съставляван от три равноправни народности и като официален език се определя сръбско-хърватско-словенския език. Други народи в кралството не се признават. През 1929 г., като отговор на разразила се политическа криза амбициозният крал Александър Караджорджевич отменя конституцията, разпуска парламента и обявява лична диктатура, като сменя името на държавата на Кралство Югославия. През септември 1931 година в Югославия е обнародвана нова авторитарна конституция с която тя става наследствено монархия. В новата конституция се говори вече за един „югославянски“ народ. Постепенно Югославия изгражда шпионска мрежа в България, подпомагана активно от съветското и френското разузнаване. В разработките на сръбското разузнаване се планира елиминирането на българския цар и създаването на единна държава под владението на Караджорджевичите. В България тази дейност се упражнява директно от посолството на Югославия в София. Неговите резиденти имат на свое разположение месечно сума от 50 000 щатски долара, която е огромна за онези години. Хората, с които сръбското разузнаване е най-тясно свързано, са някои земеделски водачи около Г. М. Димитров и Коста Тодоров, кръгът Звено на Кимон Георгиев и Дамян Велчев, протогеровистите Лев Главинчев и Перо Шанданов, социалистът Димо Казасов.

## Развитие в български условия

### Деветнадесетомайски преврат от 1934
С тяхна помощ в страната през 1934 година е извършен т. нар. Деветнадесетомайски преврат. Една от първите задачи на новата власт е поставянето на ВМРО извън закона и издаването на задочна смъртна присъда над Иван Михайлов. Благодарение на парите раздавани щедро от югославското посолство, набират скорост обществени движения като Българо-югославянското дружество и Студентското дружество за приятелство между Югославия и България. В списъците на тези две дружества могат да се видят много известни имена като тези на Петър Увалиев, Живко Сталев, Петър Дертлиев и много други. В управителното тяло на Българо-югославското дружество влизат Димо Казасов, проф. Петко Стайнов, Г.М. Димитров, Никола Захариев и др. През 1934 г. в София официално се чества създаването на Югославската федерация и се въвежда забрана на траурните шествия по случай годишнината от несправедливия Ньойски договор. Навсякъде в страната се провеждат лекции и сказки, в които се пропагандира Балканска федерация.
Новото правителство на Кимон Георгиев установява дипломатически отношения със СССР и изпраща за посланик в Москва горещия привърженик на идеята за интегрална Югославия проф. Михалчев. А в София пристигат агенти на съветското и френското разузнаване. Външните министри на Франция и Съветския съюз Луи Барту и Максим Литвинов при една от своите срещи ще заявят доволството си от случващото се в България след 19 май. В показанията на тогавашния югопосланик в София Дража Михайлович от 17 май 1946 година, на процеса срещу него в Белград, той заявява:
| „ | „В София имах среща с Кимон Георгиев. На това заседание ние, след като разгледахме бъдещето на нашите отношения, дойдохме до пълно споразумение. Първият етап по пътя на сближението беше: български цар без власт, митническа уния с Югославия и военен съюз. Вторият етап – интегрална Югославия под династията на Караджорджевич.“ | “ |

### Опит за преврат от 1935
На този фон планираната конструкция рухва с един удар на Иван Михайлов – убийството от Владо Черноземски на сръбския крал Александър Караджорджевич и френския външен министър Луи Барту на 9 октомври 1934 г. в Марсилия. Борис III успява да всее разкол сред военните и през януари 1935 г. Кимон Георгиев подава оставка, като югопроектът пропада.
Дамян Велчев, най-амбициозният член на групата „Звено“, не се предава и се опитва да върне стария сценарий. С прякото участие на Дража Михайлович се сформира нова група около Велчев, Владимир Заимов, Г. М. Димитров и комунистическия функционер Сава Гановски. Сценарият предвижда извършване на нов преврат и установяване на република, управлявана от триумвират в състав: Дамян Велчев, Михаил Маджаров и Софийският Митрополит Стефан. Дамян Велчев, след няколко месечен престой в Белград, на 2 октомври 1935 г. през нощта прекосява пешком българо-югославската граница. Оказва се, че там никой не го чака. На другата сутрин Д. Велчев е заловен.
Веднага след ареста на Дамян Велчев в страната е въведено военно положение. Правителството представя инцидента като добре организиран опит за преврат, арестувани са стотици заподозрени както близки до радикалното крило на Военния съюз офицери, така и повечето ръководители на „Звено“, БЗНС, ВМРО (протогеровисти) и др. От армията са уволнени десетки офицери, сред които генерал Владимир Заимов. Показанията на обвиняемите и свидетелите по време на процеса разкриват цялата схема на преврата. Това, което го няма там, го има в показанията на Дража Михайлович по време на неговия процес през 1946 г.

### Деветосептемврийски преврат от 1944
Това, което Кимон Георгиев и групата около него не успяват да направят през 1934 – 1935 г., е на крачка да успее десетина години по-късно след Деветосептемврийския преврат. Като министър-председател през 1944 – 1945 г. Кимон Георгиев, а след него през 1946 – 1948 година и Георги Димитров водят политика на ново сближение с Югославия и провеждане на поетапна македонизация на населението в Благоевградско с оглед присъединяването на района към новосформираната югославска македонска република. Балканската политика на Георги Димитров е подчинена на предлагания тогава от него Южнославянски съюз. На 1 август 1947 г. край езерото Блед (дн. Словения) Тито и Димитров обсъждат присъединяването на България към Югославия и подписват първата стъпка към него, т. нар. Бледска спогодба. След войната обаче тази идея не е актуална, тъй като засяга новите стратегическите планове на СССР в района. Това води през 1948 г. до разрив между Тито и Сталин, а Димитров е подложен на унищожителна критика от страна на КПСС и се примирява със статуквото. От 1949 г. нататък тонът спрямо Югославия се изостря и практически всякакви контакти между двете страни са прекратени.